# Brachyapium
Brachyapium, nom que significa api curt, és un gènere dins la família de les apiàcies que conté quatre espècies de distribució mediterrània. Als Països Catalans només hi ha l'espècie Brachyapium dichotonum.